# Imposición de la birreta cardenalicia
La imposición de la birreta cardenalicia es una ceremonia en la cual el Papa (y antiguamente también otros soberanos o jefes de Estado) entregaban de forma solemne a un cardenal recién nombrado una de las insignias de su nueva dignidad, la birreta roja.

## Historia

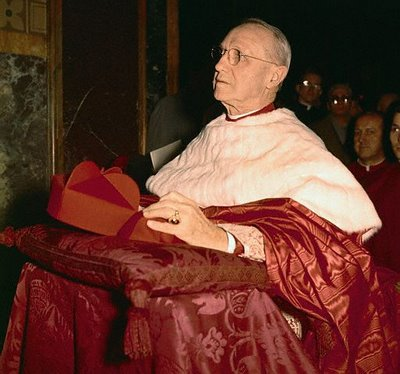
El cardenal Joseph Elmer Ritter con su birreta cardenalicia entre las manos. (1961)

La dignidad cardenalicia contó a partir del siglo XVII con distintos signos exteriores de la misma: el capelo, la birreta, el solideo, la púrpura y el anillo. 
El uso de la birreta roja les fue concedido por Paulo II en el siglo XV. Los cardenales miembros de órdenes regulares no usaron la birreta roja hasta finales del siglo XVI.
Era costumbre que el papa impusiera la birreta a los cardenales en el mismo día de su creación, costumbre que con el tiempo cambió por ser nombrados cardenales personas no residentes en Roma.
En estos casos, normalmente los pontífices remitían la birreta a los cardenales creados por medio de un enviado nombrado al efecto (ablegado apostólico). Además algunos soberanos de países católicos contaban con la prerrogativa de imponer la birreta a los cardenales recién creados residentes en su territorio. Si este era el caso, una vez alcanzado su destino, el ablegado procedia a informar al soberano del país de residencia del cardenal (bien fuera ocasionada esta por ser natural de ese lugar o bien por desempeñar en él alguna misión diplomática) imponiendo este la birreta cardenalicia al cardenal de forma solemne, con objeto de agradecer el honor que hacía el papa a sus estados nombrando cardenal a un residente en los mismos.
En ocasiones, los pontífices no nombraban un ablegado, sino que la birreta era enviada al nuncio escoltada por un oficial de la Guardia Noble. En los casos en que le correspondía la prerrogativa de imponerla, era el nuncio apostólico quien entregaba la birreta al soberano para que la impusiera al nuevo cardenal en nombre del Papa.
Por último en aquellas ocasiones en que el cardenal creado no residía en un estado en que el soberano tuviera la prerrogativa de la imposición, o que aún teniéndola no pudiese imponersela, recibía la birreta roja de manos del ablegado y se la imponía con sus propias manos.
A lo largo del siglo XX, debido a una conjunción de factores (caída de las monarquías y mayor separación Iglesia-Estado) esta tradición se iría abandonando.

## Descripción
Actualmente la ceremonia se desarrolla en la basílica de San Pedro en el altar de la Cátedra en el marco de un consistorio público de cardenales.
Con anterioridad, en el caso de realizarse la ceremonia en el país católico donde residía el cardenal, la ceremonia solía llevarse a cabo en alguna capilla palatina o iglesia de corte. En cada corte el ceremonial y la solemnidad otorgada al acto variaba. Entre los países cuyos soberanos gozaban de la prerrogativa de imponer la birreta cardenalicia se encontraban España, Francia, Austria, Portugal, las Dos-Sicilias o Cerdeña.